# Luxe-Sumberraute
 Luxe-Sumberraute , Lüküze-Altzümarta en euskera, es una población y comuna francesa, en la región de Aquitania, departamento de Pirineos Atlánticos, en el distrito de Bayona y cantón de País de Bidache, Amikuze y Ostibarre.

## Heráldica
Dos escudos acolados: 
1º: En campo de gules, tres chevrones de oro, que es de Luxe. 
2º: En campo de plata, un león rampante, de sable, que es de Sumberraute.

## Demografía
| Gráfica de evolución demográfica de Luxe-Sumberraute entre 1800 y 2012 |
|                                                                        |

El resultado del año 1800 es la suma final de todos los datos parciales obtenidos antes de la creación de la comuna (17 de junio de 1842).
Fuentes: Ldh/EHESS/Cassini e INSEE.